# Десять центів (Австралія)
Десять центів Австралії — монети Австралії номіналом десять центів, що в обігу з 14 лютого 1966 року, замінивши флорин та два шилінга. Після виведення одно- та двоцентових монет, у 1992 році став другою найнижчою за номіналом монетою в країні.

## Історія
Вперше викарбуваний у 1966 році, після переходу Австралії на десяткову платіжну систему, Лондонським королівським монетним двором тиражем 30 млн (це єдиний рік виготовлення монет тодішньою лондонською філією), Королівським австралійським монетним двором — 11 млн. З 1967 року викарбовувався Королівським австралійським монетним двором, крім 1981, коли монети виготовлялись ще й Королівським монетним двором у Лантрисанті (Уельс). Монети не карбувались у 1985, 1986, 1995, 1996 роках. На честь 50-річчя з дня введення десяткової платіжної системи в Австралії, у 2016 році виготовлені пам'ятні десять центів.
Найменше монети карбувалися у 2011 році (1,7 млн), а найбільше — у 2006 році (157,1 млн).
Монети випускалася з мідно-нікелевого металу (75 % мідь, 25 % нікель).
Десять центів випускалися в наборах монетних дворів 1986, 1991, 2006, 2010 та 2016 роках.

## Опис
Аверс
Зображений портрет королеви Єлизавета II у профілі. Дизайнером монет з 1966 по 1984 рік був Арнольд Мачин, з 1985 по 1998 — Рафаель Маклауф, з 1999 — Ян Ранк-Броадлей. Збоку, зліва на право, маркування «ELIZABETH II AUSTRALIA» та рік випуску.
Реверс
Зображений лірохвіст великий. Ліворуч від центра напис «10», внизу справа — «SD». Дизайнер — Стюарт Девлін.
Кожен монетний двір з 1966 по 1984 рік випускав монети з дещо видозміненим верхнім центральним пером лірохвоста (Королівський австралійський монетний двір — без відгалуження, лондонська філія — з відгалуженням).